# Маквил (Северна Дакота)
Маквил (енгл. McVille) град је у америчкој савезној држави Северна Дакота.

## Демографија
По попису из 2010. године број становника је 349, што је 121 (-25,7%) становника мање него 2000. године.
| Група             | 2000.        | 2010.       |
| Белци             | 470 (100,0%) | 342 (98,0%) |
| Афроамериканци    | 0 (0,0%)     | 1 (0,3%)    |
| Азијати           | 0 (0,0%)     | 0 (0,0%)    |
| Хиспаноамериканци | 0 (0,0%)     | 1 (0,3%)    |
| Укупно            | 470          | 349         |